# Петровское (Николоторжское сельское поселение)
Петровское — село в Кирилловском районе Вологодской области на реке Сусла.
Входит в состав Николоторжского сельского поселения, с точки зрения административно-территориального деления — в Волокославинский сельсовет.
Расстояние до районного центра Кириллова по автодороге — 48,5 км, до центра муниципального образования Никольского Торжка по прямой — 18 км. Ближайшие населённые пункты — Подгорная, Истоминская, Коковановская.
По переписи 2002 года население — 42 человека (21 мужчина, 21 женщина). Преобладающая национальность — русские (98 %).